# Baby It's You
Baby It's You è una canzone delle Shirelles scritta da Burt Bacharach, Luther Dixon (accreditata come Barney Williams) e Mack David. La canzone divenne un successo per la band, ed ebbe cover dai Beatles dagli Smith a dai The Carpenters.

## Il brano

### La versione delle The Shirelles
Nel 1961 venne pubblicata come singolo, prodotto da Luther Dixon. Ebbe molto successo, ed arrivò alla terza posizione della classifica R&B di Billboard Hot 100. Spinte dal successo del singolo, poco dopo le Shirelles pubblicarono un album omonimo, contenente anche un'altra loro hit, Soldier Boy. La canzone presentava frequenti cambi di chiave nei versi.

### La versione dei Beatles
I Beatles avevano Baby It's You come repertorio dei loro concerti dall'anno della sua pubblicazione, e la registrarono l'11 febbraio 1963 per il loro primo album inglese, Please Please Me. Negli USA venne invece pubblicata negli album Introducing... The Beatles, Songs, Pictures and Stories of the Fabulous Beatles, usciti per la Vee Jay Records, e nell'album The Early Beatles, uscito per la Capitol Records.
La canzone venne eseguita anche alla BBC e pubblicata sull'album Live at the BBC ed in seguito su un omonimo EP, contenente altre tre canzoni che nel 2013 sono state pubblicate sull'album On Air - Live at the BBC Vol. 2. L'EP è arrivato alla settima posizione in Inghilterra e nella sessantasettesima di Billboard Hot 100, ed è stato pubblicizzato da un videoclip.

#### Formazione
- John Lennon: voce, chitarra ritmica
- Paul McCartney: cori, basso elettrico
- George Harrison: cori, chitarra solista
- Ringo Starr: batteria
- George Martin: celesta

Nella versione alla BBC non è presente la celesta di Martin.

### Versione degli Smith
Gli Smith la pubblicarono sul loro album di debutto, A Group Called Smith, e la pubblicarono come singolo nel 1969. Fu il loro più grande successo. Giunse alla quinta posizione di Billboard.

### Versione dei Carpenters
La versione di Baby It's You dei Carpenters venne pubblicata nel 1970 nell'album Close to You, e la interpretarono come live nella loro serie televisiva. Venne remixata nel 1991 da Richard Carpenter.